# Psoralea laxa
Psoralea laxa är en ärtväxtart som beskrevs av Terence Macleane Salter. Psoralea laxa ingår i släktet Psoralea och familjen ärtväxter. Inga underarter finns listade i Catalogue of Life.